# Шишки (Саратовская область)
Шишки — опустевшее село в Краснокутском районе Саратовской области, в составе сельского поселения Интернациональное муниципальное образование.

## География
Находится на расстоянии примерно 26 километров по прямой на северо-запад от районного центра города Красный Кут. 

## Население
Постоянное население не было учтено как в 2002 году,  так и в 2010.